# Wigberht
Wigberht est un prélat anglo-saxon du début du IXe siècle. Il est évêque de Sherborne dans les années 800-810.

## Biographie
Moine à l'abbaye de Glastonbury, Wigberht est sacré évêque de Sherborne à une date inconnue entre 793 et 801. En 814, il accompagne l'archevêque de Cantorbéry Wulfred à Rome, où il se rend pour rencontrer le pape Léon III. Wigberht meurt à une date inconnue entre 816 et 825.